# Кјут
Кјут (енгл. Qt; такође познат као Кјути или Куте) је општи вишеплатформски апликациони интерфејс, који се користи за развој графички оријентисаних програма, али и за развој неграфичких програма, попут конзолних сервера. Qt је најпознатији по коришћењу у програмима KDE, Гугл земља, Скајп, Qt Extended, Adobe Photoshop Album, VirtualBox и OPIE. Власништво је Нокијиног одјељења за развој Qt софтвера, које је настало куповином норвешке компаније Тролтек (Јун 17, 2008.), првобитног творца Qt-а.
Qt користи стандардни језик C++ али употребом додатног специјалног генератора заједно са додатним процедурама да обогати програмски језик. Qt може такође бити коришћен код неколико других програмских језика преко језичких веза. Ради на свим важнијим платформама и има додатке за интернационализацију (локализацију и превођења). 
Qt је слободан софтвер са отвореним кодом који се дистрибуише под неколико лиценци, али за већину корисника под најважнијом ГНУ-овом мање општом јавном лиценцом (LGPL, попустљивија верзија ГОЈЛ-а).